# Стилус
Стилус је мали алат за означавање и обликовање, на пример у вајарству. Може такође да буде и додатак за компјутер који се користи да помогне у навигацији и већој прецизности када се користи тач скрин опција. Врло је сличан модерној хемијској оловци.

## Употреба
Стилус су прво користили становници Месопотамије да би писали на папирусу. Египћани и Мињонци са Крита си користили стилос од различитих материјала: од делова биљака које расту на обалама Тигра и Еуфрата, а Египћани и од кости и метала.
Реч стилус је настала од латинске речи stilus, а то је инструмент који су користили стари Римљани за клесање скулптура. Стилус се користи и у савременој уметности за цртање и ручно утискивање. Користи се за резбарење глине и метала. Стилус је заступљен и у продукцијским кућама као игла за грамофон која производи звук.
Модерни уређаји често могу да се користе стилусом да би имали прецизнију навигацију у менију, слање порука и слично. Данас, реч стилус често има значење алата који се користи за уређаје са екранима осетљивим на додир, као што су таблети, телефони, компјутери и монитори.